# Rie Ueno
Rie Ueno (jap. 上野 理恵, Ueno Rie; * 11. Juni 1976) ist eine japanische Mittel- und Langstreckenläuferin.
1999 wurde sie japanische Meisterin im 1500-Meter-Lauf. Damals lief sie für das Chemieunternehmen Sekisui Kagaku (engl. Sekisui Chemical). Im selben Jahr gewann sie Gold bei der Universiade über 5000 m.
2000 siegte sie beim Kagawa-Marugame-Halbmarathon, 2004 und 2005 beim Kyōto-Halbmarathon.

## Persönliche Bestzeiten
- 5000 m: 15:28,73 min, 27. Oktober 1999, Kumamoto
- Halbmarathon: 1:09:57 h, 6. Februar 2000, Marugame